# Rolling Stones Records
Rolling Stones Records is een platenmaatschappij, opgericht door Rolling Stones-leden Mick Jagger, Keith Richards, Charlie Watts, Bill Wyman en Mick Taylor, in 1970 nadat hun contract met Decca Records was afgelopen. De Rolling Stones gaven al hun albums van na 1970 uit bij Rolling Stones Records. Rolling Stones Records is gevestigd in Amsterdam. Atlantic Records had met Rolling Stones Records een distributie-overeenkomst, waarbij Rolling Stones Records de auteursrechten behield. De leiding werd in handen gegeven van Marshall Chess, de zoon van Leonard Chess, de oprichter van Chess Records.
Sind 1971 voert het label het bekende popart-logo van de uitgestoken tong, dat tevens gebruikt wordt op allerlei merchandising van de band. Dit logo is ontworpen door John Pasche, destijds nog student aan het Royal College of Art in Londen.
In 1978 contracteerde het label de reggae-zanger Peter Tosh. Afgezien van de Stones zelf, is hij de enige artiest waarvan Rolling Stones Records ooit een album heeft uitgegeven. Zijn debuutalbum Bush Doctor kwam uit in 1978. Het bevatte de hitsingle Don't Look Back (een duet met Mick Jagger).